# 阮玲玉 (電視劇)
《阮玲玉》是香港亞洲電視根據1930年代著名影星阮玲玉傳奇一生為藍本改編的電視劇，首播於1985年10月亦正是阮玲玉逝世50週年，全劇共20集，監製王心慰。主要演員有黃杏秀、伍衛國、王　偉、曾偉權等，本劇是黃杏秀為亞洲電視拍攝的唯一一套電視劇，黃杏秀在劇中演繹用了很多心思，將阮玲玉這個角色盡善盡美地表現出來。

## 演員表
- 黃杏秀 飾 阮玲玉
- 伍衛國 飾 張志生
- 羅石青 飾 張志誠
- 曾偉權 飾 蔡文鴻
- 王　偉 飾 唐季庭
- 李嘉玲 飾 張薇
- 陳柏燊 飾 朱峰
- 鄧碧玉 飾 朱小霞
- 孟麗萍 飾 張碧雲
- 陳彩燕 飾 楊若蘭
- 梁淑莊 飾 林妙仙
- 劉素芳 飾 徐秀娥
- 鮑漢琳 飾 張霸天
- 馮素波 飾 張母
- 馮　真 飾 麗娟
- 黎　宣 飾 阮母
- 伍永森 飾 李應發
- 良　鳴 飾 財叔
- 甘　山 飾 卜峻岳
- 凌文海 飾 黎國強
- 蔣　金 飾 黃君漢
- 尹天照 飾 程志明

## 軼事
- 監製王心慰在籌拍本劇的時候已屬意找剛從台灣回港的黃杏秀飾演阮玲玉，黃杏秀二話不說答應演出皆因阮玲玉一直是其心目中的戲劇偶像。
- 同劇演員陳柏燊是黃杏秀丈夫陳百祥之弟。

## 外部連結
- 香港民間經典回憶資料庫
- 黄杏秀版阮玲玉人物形象分析